# Ciprusi-minószi írás
A ciprusi-minószi írás, vagy cipro-minószi szótagírás (CM) egy megfejtetlen szótagírás, amelyet Ciprus szigetén használtak a késő bronzkorban (i. e. 1550-1050 körül). A "cipro-minószi" kifejezést Arthur Evans 1909-ben alkotta meg a minószi Krétán található Lineáris A írással való vizuális hasonlósága alapján, amelyből a CM feltehetően származik. 1909-ben mintegy 250 olyan tárgyat – például agyaggolyókat, hengereket, táblákat és votív állványokat – találtak, amelyek ciprusi minószi feliratokat viselnek. A felfedezések Ciprus különböző helyszínein, valamint a szíriai partvidéken fekvő ókori Ugarit városában történtek.

## Története
Arról, hogy hogyan keletkezett ez az írás, illetve az alapjául szolgáló nyelvről keveset tudunk. Használata azonban a korai vaskorban is folytatódott, és kapcsolatot képez a ciprusi szótagírással, amelyet görögként fejtettek meg.
Arthur Evans brit régész úgy vélte, hogy a ciprusi-minószi szótagírás a minószi lineáris A írás megszakítás nélküli fejlődésének eredménye és az írást minószi gyarmatosítók vagy bevándorlók hozták Ciprusra. Evans elméletét egészen a közelmúltig kritikátlanul támogatták, amikoris kimutatták, hogy a legkorábbi ciprusi-minószi feliratokat kevesebb mint egy évszázad választja el a legkorábbi lineáris A írással írt szövegektől, ugyanakkor a cipro-minószi írás legkorábbi szakaszában lényegesen különbözött a  lineáris A írástól: csak szótagjeleket tartalmazott, míg az utóbbi és annak leszármazottja, a lineáris B egyaránt több ideogrammot tartalmazott, és formája az agyagra íráshoz igazodott, míg az utóbbi két írásrendszer jobban megfelelt a tintával való íráshoz. Az egy évszázaddal később kialakult Lineáris B írás még mindig megtartotta a Lineáris A számos további jellemzőjét és jelrendszerének nagy részét. Mindezek a bizonyítékok inkább egyszeri bevezetésre, mint hosszú távú fejlődésre utalnak.

## Fajták és periodizáció

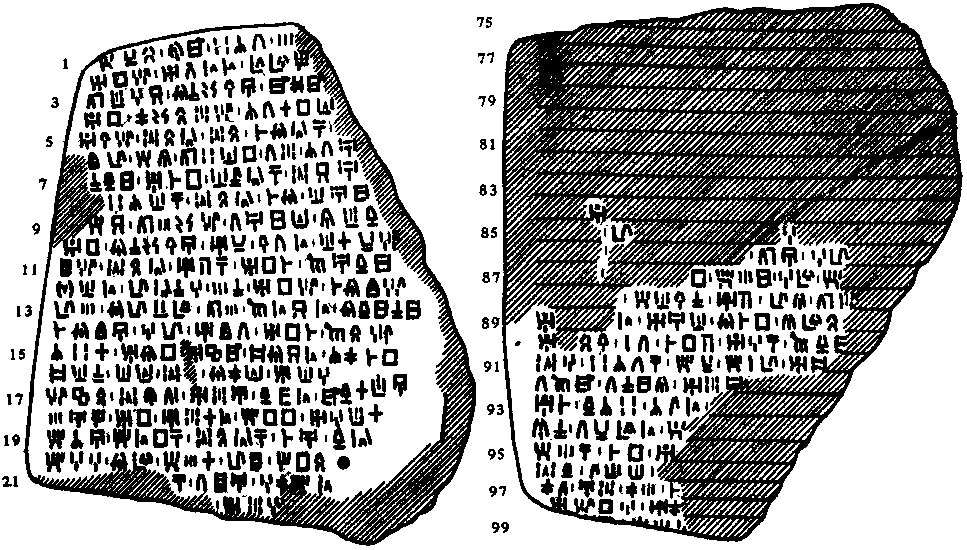
A cipro
-minószi írás néhány karaktere, amelyek hasonlóságát a ciprusi írás megfelelő karaktereivel a kutatók többsége támogatja. (2015) D. Lytov Colless, Faucounau, Ferrara, Steele cikkei alapján

A legkorábbi feliratokat i. e. 1550 körülre datálják.
Bár egyes tudósok nem értenek egyet ezzel a besorolással, Emilia Masson például a feliratokat négy, egymással szorosan összefüggő csoportba sorolta: archaikus CM, CM1 (más néven Lineáris C), CM2 és CM3, amelyeket az írás fejlődésének időrendi szakaszainak tekintett. Ez az osztályozás általánosan elfogadott volt és jelenleg is elfogadott, de 2011-ben Silvia Ferrara a régészeti kontextus alapján vitatta a kronológiai jelleget. Rámutatott, hogy a CM1, CM2 és CM3 egyidejűleg létezett, szövegeik ugyanazokat a statisztikai és kombinatorikai szabályszerűségeket mutatták, és karakterkészletüknek alapvetően azonosnak kellett volna lennie; továbbá szoros összefüggést állapított meg e csoportok és a különböző írásanyagok használata között. Csak a legkorábbi régészeti kontextusban talált archaikus CM az amely valóban különbözik ettől a háromtól.

## Elterjedése és kihalása
A ciprusi-minószi írás Ciprus egyes bronzkori városaiban hiányzott, máshol viszont bőségesen elterjedt.
Sok más szomszédos állammal ellentétben a késő bronzkori összeomlásnak csak csekély hatása volt a bronzkori Ciprusra; valójában azonban a szigeti kultúra virágzott az összeomlás drámai eseményeit közvetlenül követő időszakban, és az írás használata láthatóan megnőtt az olyan központokban, mint Enkomi. Másrészt, az összeomlás közvetlen következményeként az írás megszűnt Ugaritban, magával Ugarittal együtt. Ezt követően a ciprusi környezetben fokozatosan megnőtt a görög leletek száma, és Kr. e. 950 körül a ciprusi-minószi írás hirtelen eltűnt, és helyébe hamarosan az új ciprusi szótagírás lépett, amelynek feliratai főként a görög nyelvet képviselik, csupán néhány rövid eteociprusi szöveggel.

## Nyelvi és kulturális hozzárendelés

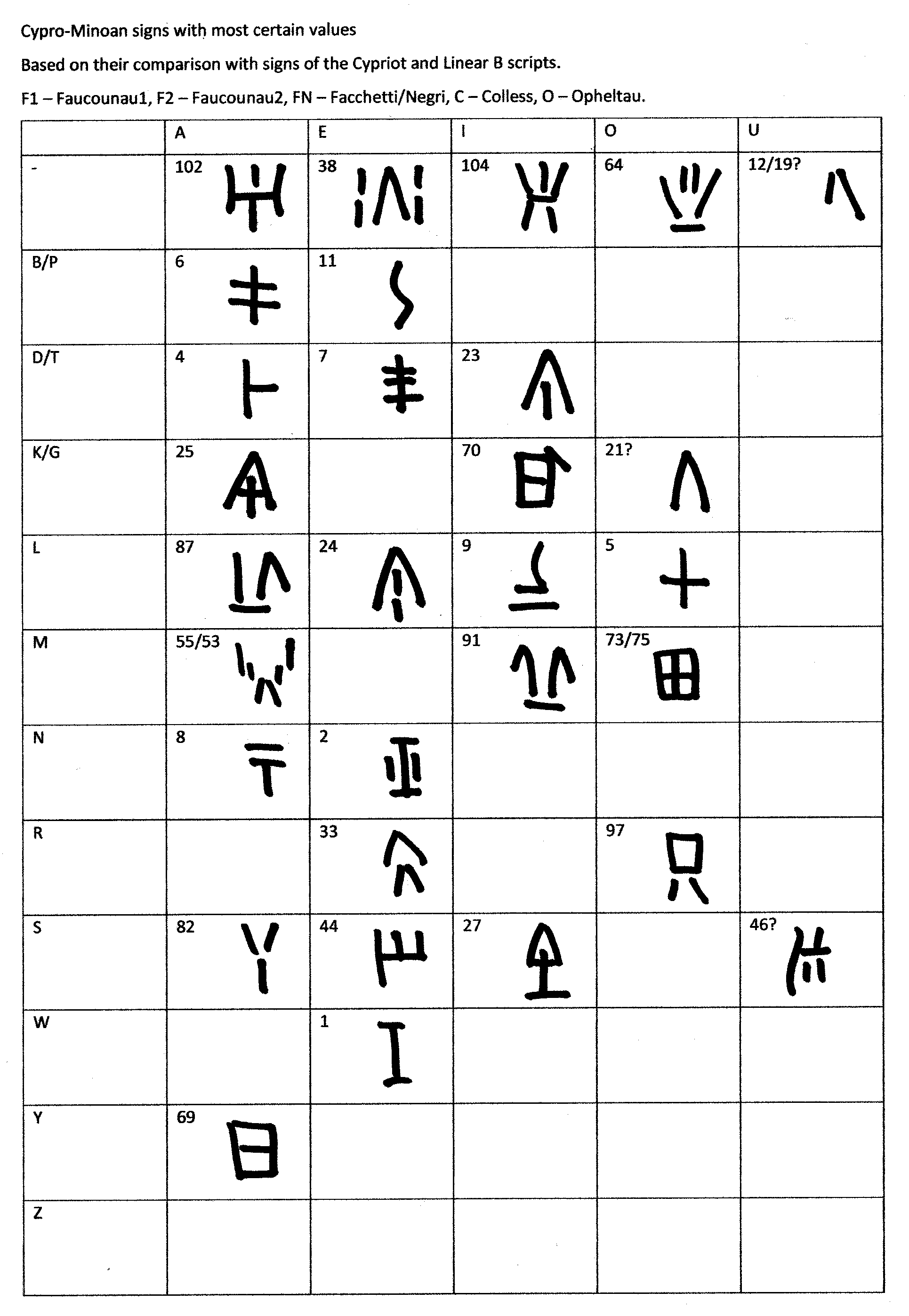
A 2015-ös évi konszenzus egyes CM-jelek értékeiről, a ciprusi jelekkel való összehasonlításuk alapján. Készítette D. Lytov a cikk szövegében hivatkozott legújabb publikációk (Colless, Faucounau, Ferrara, Steele) alapján.

Amíg az írás megfejtetlen marad (csak körülbelül 15-20 jelnek van egyértelmű párhuzama a rokon írásokban), csak találgatni lehet, hogy a nyelv a minószi vagy az eteociprióta nyelvvel volt-e azonos, és hogy a kettő azonos vagy rokon volt-e egymással. Silvia Ferrara és A. Bernard Knapp azonban megjegyezte, hogy a "cipro-minószi" elnevezés (az írás eredetére alapozva) meglehetősen megtévesztő, mivel Ugaritban Ciprus régészeti kontextusa nagymértékben különbözött a minószi Krétáétól, még a Krétával folytatott kereskedelem régészeti kontextusban látható nyomai, valamint a ciprusi és krétai írás közös jelenléte ellenére is. A bronzkori Cipruson nem voltak látható nyomai a minószi inváziónak, gyarmatosításnak vagy akár jelentős kulturális hatásnak.
Ebben az időben a sziget inkább a közel-keleti kultúrkör része volt, mint az égei-tengeri civilizációké.
Az írás fent említett, több változatra történő osztályozása alapján Emilia Masson feltételezte, hogy ezek különböző nyelveket képviselhetnek, amelyek kronológiailag kiszorították egymást. Ferrara, miközben megcáfolta Masson hipotézisét, miszerint ezek a fajták kronológiai szakaszok, azt is jelezte, hogy a jelek használatának statisztikája valamennyi fajta esetében, valamint számos feltűnő jelkombináció is azonos volt, ami inkább ugyanarra a nyelvre, mint különálló nyelvekre utalhat.

## Leletek
Az Európában talált legkorábbi ismert CM felirat egy agyagtábla volt, amelyet 1955-ben fedeztek fel a Ciprus keleti partjai közelében található Enkomi ókori lelőhelyen. Származási idejét Kr. e. 1500 körüli időre datálták, és mindössze három sornyi írást tartalmazott. Enkomiban és Ugaritban más agyagtáblák töredékeit is megtalálták. Tirynsben három példány került elő: egy nagy korsó (4 jellel), egy agyagcsésze (3 jellel) és egy kánaáni amfora (2 jellel).
- Agyaggolyók:

Enkomiban és Kítionban több tucat kis agyaggolyót tártak fel, amelyek mindegyike 3-5 CM1 jelet visel.
- Agyaghengerek

Enkomiban és Kalavassos-Ayios Dimitriosban agyaghengereket tártak fel, amelyek némelyikén hosszú (több mint 100 karakteres) szövegek olvashatók. Valószínű, hogy a golyók és hengerek a minószi Cipruson folytatott gazdasági nyilvántartások vezetésével kapcsolatosak, figyelembe véve a szövegek közötti számos kereszthivatkozást. 
A leghosszabb olvasható CM1 felirat egy Enkomiban talált henger 217 jellel, amelyet a Kr. e. 14. századra datálnak.
- Csészék:

A szicíliai Cannatellóban csészéken találtak cipro-minószi jeleket.

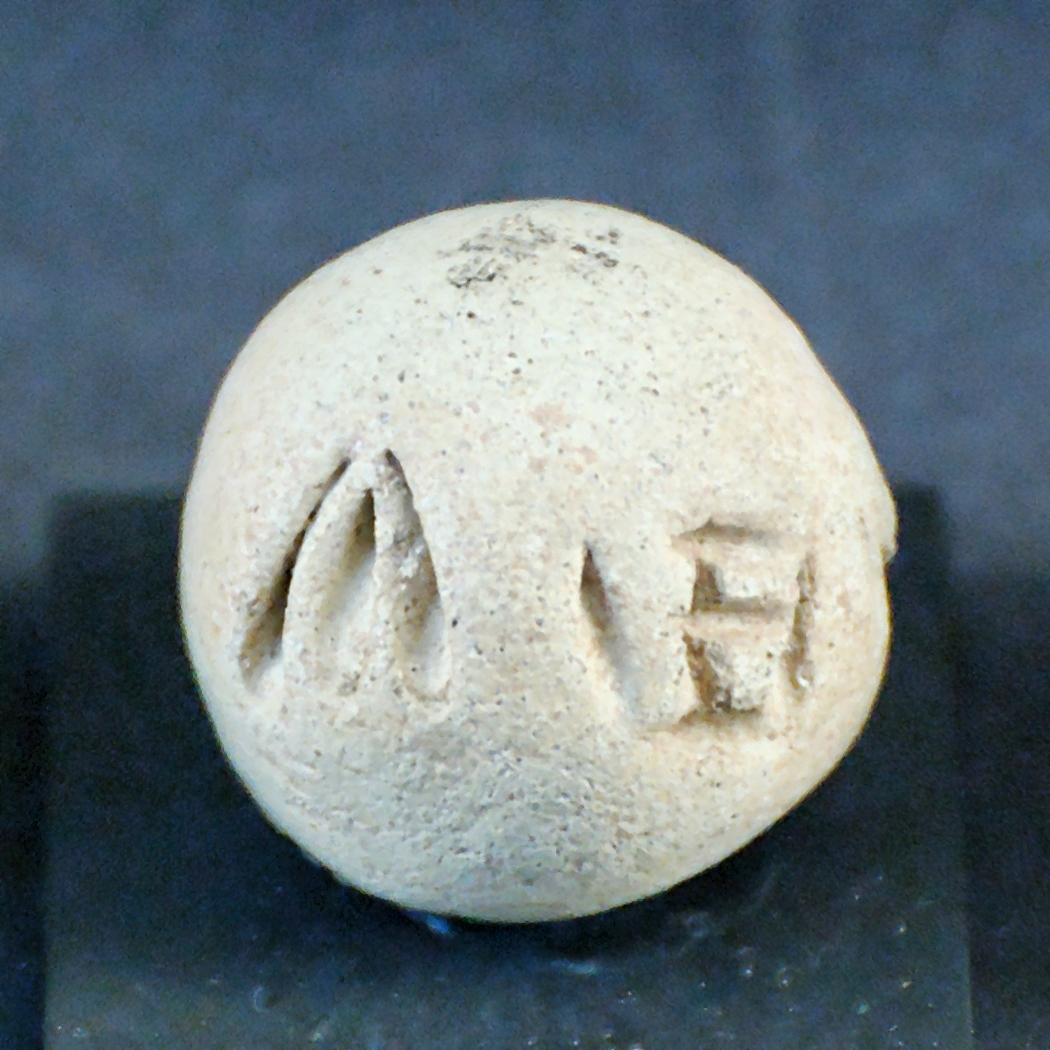
Ciprusi-minósz jelek egy agyaggolyón (Louvre).

## Megfejtési kísérleteek
A fennmaradt cipro- minószi korpusz nem elég nagy ahhoz, hogy a megfejtésre elszigetelten kriptográfiai megoldást lehessen alkalmazni. Jelenleg a hivatalos cipro-minószi jelek teljes száma (kb. 2500) hasonlít a megfejtetlen Lineáris A írás jeleiből ismert számhoz (több mint 7000) és a Lineáris B írás megfejtésekor rendelkezésre álló számhoz (kb. 30 000). Ráadásul különböző nyelveket képviselhetett ugyanaz a cipro-minószi alrendszer, és kétnyelvű szövegek felfedezése nélkül vagy az egyes alrendszereknél sokkal több szöveg felfedezése nélkül a megfejtés rendkívül valószínűtlen. Thomas G. Palaima szerint "a cipro-minószi írás megfejtésének minden korábbi és jelenlegi sémája valószínűtlen." Silvia Ferrara is így véli, mint ahogyan azt a témáról 2012-ben készített részletes elemzésében megállapította.

## Újabb fejlemények
Az írás megfejtésére többek között Ernst Sittig, V. Sergeev, Jan Best stb. is kísérletet tett, melyeket végül a szakemberek számos pontatlanság miatt elvetettek.
1998-ban Joanna S. Smith és Nicolle Hirschfeld az Amerikai Régészeti Intézet éves ülésén elnyerte a Best of Show Poster Award díjat a Cypro-Minószi Corpus projekten végzett munkájukért, amelynek célja a CM-feliratok teljes és pontos korpuszának létrehozása, valamint az összes bizonyíték régészeti és epigráfiai tárgyalása. 2007-ben Jean-Pierre Olivier kiadta a rendelkezésére álló 217 feliratot.
Silvia Ferrara 2012-es elemző áttekintésének kísérő köteteként elkészítette a korpusz még átfogóbb kiadását. Ferrara 2012-2013-ban két tanulmánykötetet is kiadott, amelyekben az írást régészeti kontextusában vizsgálta. Ez további 27 feliratot tartalmazott. Nagyrészt statisztikai és kombinatorikai módszereket is alkalmazott a nagy szövegek szerkezetének tanulmányozására és a jelek használati szabályszerűségeinek felderítésére. Munkája azért érdekes, mert megalapozottan megkérdőjelezett több fontos, korábban nagyrészt elfogadott hipotézist, nevezetesen a szövegek keletkezésével, kronológiai besorolásával, nyelvével és "nem minószi" attribúciójával kapcsolatban. Azóta még további 7 feliratot is publikáltak.
M. F. G. Valério 2016-os doktori disszertációjában egy felülvizsgált jelleltárt készített, és arra törekedett, hogy a jelek és értékek megfejtésével és fejlődésével kapcsolatos korábbi hipotéziseket megoszláselemzéssel és összehasonlító nyelvészeti megfontolásokkal támassza alá. A megfejtéssel kapcsolatos legtöbb más megközelítéssel ellentétben ő egyetlen írásmódot feltételez, amelyet a nyelvek potenciálisan szélesebb körére alkalmaznak, beleértve a sémi nyelveket (Ugaritban) és a ciprusi őshonos nyelv(ek)et is. Ez utóbbi esetében az olvasatai alapján tárgyalja az eteociprióta nyelvvel való lehetséges kapcsolatot.

## Unicode
A Cypro-Minószi nyelv 2021 szeptemberében, a 14.0-s verzió megjelenésével került be a Unicode-szabványba.
A Cyprusi-Minószi nyelv Unicode-blokkja az U+12F90-U+12FFF.

## Fordítás
- Ez a szócikk részben vagy egészben  a   Cypro-Minoan syllabary című angol Wikipédia-szócikk ezen változatának fordításán alapul.  Az eredeti cikk szerkesztőit annak laptörténete sorolja fel. Ez a jelzés csupán a megfogalmazás eredetét és a szerzői jogokat jelzi, nem szolgál a cikkben szereplő információk forrásmegjelöléseként.